# Anacolia webbii
Anacolia webbii là một loài rêu trong họ Bartramiaceae. Loài này được Mont. Schimp. mô tả khoa học đầu tiên năm 1876.